# Diocesi di Beverley
La diocesi di Beverley (in latino Dioecesis Beverlacensis) è una sede soppressa e sede titolare della Chiesa cattolica.

## Territorio
La diocesi comprendeva la contea storica dello Yorkshire (Districtus Eboracensis).
Sede vescovile era la città di Beverley. La diocesi non ebbe mai una cattedrale, ma solo due procattedrali: San Giorgio (1850-1864) e San Vilfredo (1864-1878), entrambe a York.

## Storia
Il vicariato apostolico del Distretto dello Yorkshire fu eretto il 3 luglio  1840 con il breve Muneris apostolici di papa Gregorio XVI, ricavandone il territorio dal vicariato apostolico del Distretto settentrionale (oggi diocesi di Hexham e Newcastle). I vicari apostolici risiedevano nella città di York.
Il 29 settembre 1850 con il breve Universalis Ecclesiae di papa Pio IX, nell'ambito della restaurazione in Inghilterra della gerarchia cattolica, il vicariato apostolico fu soppresso e sul medesimo territorio fu eretta una nuova diocesi, suffraganea dell'arcidiocesi di Westminster, che prese il nome di diocesi di Beverley, luogo dove i vescovi avevano trasferito la loro residenza.
Beverley, città natale di san Giovanni Fisher, era stata famosa specialmente nel Medioevo per i pellegrinaggi nel famoso Beverley Minster (tutt'oggi esistente, ma appartenente alla Chiesa anglicana), una delle più grandi chiese inglesi. La diocesi cattolica del resto non poteva denominarsi di York, dove era la sede effettiva, compresa la pro-cattedrale, per le disposizioni contenute nel Roman Catholic Relief Act 1829, che proibivano alle diocesi cattoliche di avere lo stesso nome delle esistenti diocesi anglicane (in questo caso l'arcidiocesi di York). 
La diocesi fu poi divisa in due il 20 dicembre 1878 con il breve Quae ex hac di papa Leone XIII, per l'erezione delle diocesi di Leeds e di Middlesbrough, e contestualmente soppressa.
Dal 1969 Beverley è annoverata tra le sedi vescovili titolari della Chiesa cattolica; la sede è vacante dal 16 novembre 2024.

## Cronotassi

### Vescovi diocesani
- John Briggs † (3 luglio 1840 - 17 settembre o dicembre 1860 dimesso)
- Robert Cornthwaite † (3 settembre 1861 - 20 dicembre 1878 nominato vescovo di Leeds)

### Vescovi titolari
- Achille Marie Joseph Glorieux † (19 settembre 1969 - 27 settembre 1999 deceduto)
- John Franklin Meldon Hine † (26 gennaio 2001 - 16 novembre 2024 deceduto)